# Мічені
«Мічені» — радянський художній фільм, знятий режисером В'ячеславом Сорокіним в 1991 році. Перша велика робота в кіно актора Олексія Нілова.

## Сюжет
Дія фільму починається в липні 1906 року в Криму, де група підпільників-революціонерів намагається відправити доктора з експропрійованими грошима і зброєю — пістолетами Маузер К-96 — на станцію. Візок доктора наривається на патруль, який намагається з'ясувати, що у нього в багажі. Доктор змушений бігти. Спустившись з обриву, він ховає саквояж зі зброєю і грошима в скелі, але потім його вбивають.
Дія фільму переноситься в 1989 рік, місяць і місце дії ті ж — липень, Крим.
Місцева мафія збирається розправитися з членами оперативної групи МВС. Невідомий (Максим), який випадково дізнався про це, що представився «колишнім номенклатурником», виходить на зв'язок зі співробітником силових структур з метою перешкодити планам мафії. Однак врятувати людей не вдається. Йдучи від бандитів, Невідомий (Максим) спускається до тієї самої скелі, де був захований саквояж, випадково його знаходить і забирає з собою. У той же день Макс залишає місто. Однак один з бойовиків мафії сідає йому на «хвіст».
Далі події розгортаються в Ярославлі, де головний герой Максим (Нілов) займається ремонтом взуття, а його напарник Георгій (Варчук) працює завгоспом у школі. Майстерня — лише прикриття для друзів, які, насправді, намагаються боротися з мафією своїми способами, грабуючи місцевих ділків тіньового бізнесу.
Незважаючи на всі запобіжні заходи, бандити з допомогою корумпованого співробітника КДБ виходять на слід друзів і, намагаючись взяти в заручники Георгія, випадково вбивають його. Злочинці, вважаючи, що Максим нічого не знає, призначають йому зустріч, на якій вимагають повернути гроші в обмін на життя друга.
Під час швидкоплинного бою на дачі директора крематорію Максим, який отримав тяжке поранення, вбиває кількох членів мафії та йде. Він прямує додому до прокурора міста, який є хрещеним батьком місцевої мафії, і вбиває його. Таким чином, зброя, захована 83 роки тому, стріляє в сучасних паразитів, які живуть за рахунок нетрудових доходів.
Після всього Макс приходить до своєї колишньої дружини і каже їй, що Георгій загинув і тепер він залишився один. Колишня дружина говорить йому, що вона — з ним.

## У ролях
- Сергій Варчук —  Георгій
- Олексій Нілов —  Максим
- Юріс Лауціньш —  Гаврик
- Борис Бачурін — Сергій Петрович, старший опергрупи МВС
- Вадим Зайцев —  Родик ,  співробітник МВС
- Володимир Зінін —  Льова, співробітник МВС
- Володимир Горьков —  Смирнов («очкарик»), співробітник МВС
- А. Бухвалов —  Овчаренко
- Роман Федотов —  Кравцов
- Олена Старостіна —  Наташа, подруга Георгія
- Маргарита Звонарьова —  Віра, колишня дружина Макса
- Світлана Кучеренко —  Алла, дівчина на курорті
- Микола Іванов —  корумпований співробітник КДБ
- Вадим Лобанов —  Беспалов, бос мафії
- В'ячеслав Сорокін —  підручний Беспалова
- Анатолій Журавльов —  бойовик
- Володимир Бєлоусов —  директор Будинку Побуту
- Ільгіз Булгаков —  бойовик
- Володимир Єрьомін —  доктор — підпільник
- Андрій Дежонов —  Микола, керівник підпілля
- Ігор Ліфанов —  підпільник  (перша роль в кіно)

## Знімальна група
- Автор сценарію: Андрій Романов
- Режисер: В'ячеслав Сорокін
- Оператор: Ігор Марков
- Композитор: Станіслав Важов